# Президентская кампания Павла Грудинина (2018)
Президентская кампания 2018 года Павла Грудинина, генерального директора совхоза имени Ленина и бывшего депутата Московской областной думы, была объявлена на съезде КПРФ 23 декабря 2017 года.

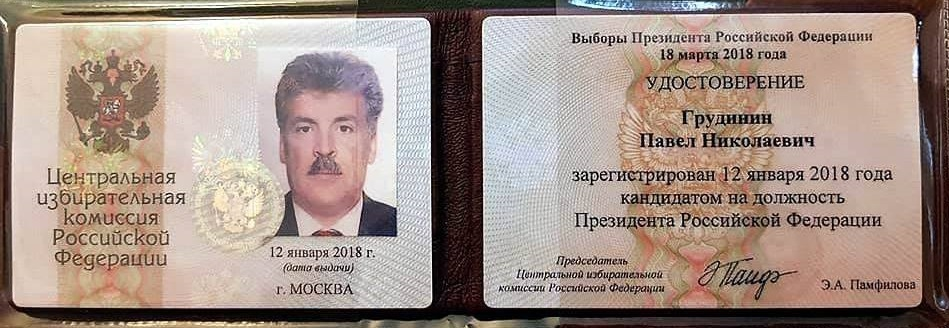
Удостоверение личности Павла Грудинина как кандидата в президенты.

## Предыстория
В декабре 2016 года первый секретарь коммунистической партии Геннадий Зюганов заявил, что у коммунистической партии есть 21 потенциальный кандидат на президентских выборах 2018 года. Среди этих кандидатов был Павел Грудинин. Несмотря на то, что 7 ноября 2017 года Зюганов заявил, что его собственная кандидатура поддержана всеми левыми силами и он будет участвовать в выборах от имени партии, Жигулёвское отделение партии проголосовало за кандидатуру Павла Грудинина, который также победил на праймеризе Левого фронта, коалиции левых партий, не имеющих представительства в Государственной Думе. Грудинин не отрицал своего выдвижения от Коммунистической партии в 2018 году. 21 декабря сообщалось, что Зюганов предложил выдвинуть Грудинина. Первоначально Коммунистическая партия и Национально-патриотические силы России (НПФР) планировали выдвинуть единого кандидата: Грудинина (поддерживаемого коммунистами) или Юрия Болдырева (поддерживаемого НПФР). Болдырев также участвовал в праймериз «Левого фронтa», на которых он проиграл во втором туре Грудинину. По словам депутата Александра Ющенко, Геннадий Зюганов всё ещё был среди кандидатов на выдвижение. Другими кандидатами он назвал Юрия Афонина, Сергея Левченко и Леонида Калашникова. 22 декабря Зюганов, Левченко и Калашников отозвали свои заявки, а Зюганов отклонил кандидатуры Афонина и Болдырева, оставив Грудинина единственным кандидатом.

### Голосование
Павел Грудинин был официально избран кандидатом в президенты от Коммунистической партии Российской Федерации на её съезде 23 декабря.
| 314       | 96,6 % | 11 | 3,4 % |
| Источник: |        |    |       |

## Кампания
28 декабря 2017 года, после выдвижения кандидатуры съездом Коммунистической партии, Грудинин подал документы для участия в выборах в ЦИК, а 29 декабря ЦИК официально зарегистрировала своих уполномоченных представителей и разрешила открыть избирательный счет.
Вскоре после выдвижения Павел Грудинин получил приглашение принять участие в телешоу на основных федеральных телеканалах, таких как Первый канал и Россия-1, где он впервые встретился с одним из своих соперников в президентской гонке, Владимиром Жириновским.
19 января Павел Грудинин начал свой визит в регионы. Всего он планирует посетить 10-15 субъектов федерации во всех федеральных округах.
19 января Грудинин посетил Санкт-Петербург, где возложил цветы к памятнику на набережной реки Фонтанки, где люди брали воду во время блокады Ленинграда, провел пресс-конференцию и встречу с избирателями. Он также посетил Кировский завод, где ознакомился с ассортиментом выпускаемых тракторов, совершил поездку на одном из тракторов, встретился с рабочими и ответил на их вопросы.
25 января Павел Грудинин посетил Самарскую область, где посетил два крупных города — Самару и Тольятти. В Самаре Грудинин посетил Самарский государственный институт культуры, где встретился со студентами и дал пресс-конференцию. Позже Павел Грудинин отправился в Тольятти, где у него состоялась встреча с избирателями.
30 января Павел Грудинин прибыл в Уфу, Башкортостан. 31 января Грудинин посетил мясокомбинат «Сава», где осмотрел предприятие и пообщался с рабочими, дал пресс-конференцию для башкирских СМИ и провел встречу с избирателями.
1  февраля Павел Грудинин посетил Екатеринбург. В Екатеринбурге Грудинин встретился с членами Президиума Уральского отделения Российской академии наук. Выступая перед академиками, он сказал, что реформа РАН была совершенно неправильной и что на науку и научное образование требуется тратить не менее 7% государственного бюджета. Вечером Грудинин провёл встречу с избирателями.
5 февраля Павел Грудинин посетил Ростов-на-Дону. В Ростове-на-Дону Грудинин дал пресс-конференцию для региональных СМИ, посетил предприятие Ростсельмаш, где пообщался с рабочими, а вечером провел встречу с избирателями во Дворце культуры железнодорожников.
6 февраля Павел Грудинин дал интервью популярному российскому видеоблогеру Юрию Дудю. В интервью Грудинин сказал, что считает Иосифа Сталина лучшим правителем России за последние сто лет. Он раскритиковал генерального директора Роснефти Игоря Сечина, заявив, что готов уволить его, потому что компания, которой он управляет, неэффективна. Грудинин также заявил, что готов принять Алексея Навального в свою команду. В конце интервью Грудинин и Дудь заключили пари, согласно которому, если Павел Грудинин наберет менее 15% голосов, ему придётся сбрить усы, но если Грудинин наберет более 15% голосов, Юрию Дудь придется подстричься налысо.
9 февраля Павел Грудинин посетил Нижний Новгород. Он возложил цветы к статуе Минина и Пожарского, а позже продолжил беседу с рабочими завода «Термальный». Потом он дал пресс-конференцию и ответил на вопросы избирателей. Кроме того, он дал пресс-конференцию в Дзержинске.
12 февраля Павел Грудинин посетил Барнаул. В Барнауле Грудинин со своими коллегами возложил цветы к памятнику Ленину на площади Советов и провел два крупных мероприятия. Перед обедом он встретился с местными журналистами и провел для них пресс-конференцию. После обеда Грудинин выступил перед активистами коммунистической партии, сторонниками и простыми гражданами.
13 февраля Павел Грудинин посетил Новосибирск. Сторонники КПРФ и НПФР встретили его фейерверками. Сначала он возложил цветы к памятнику Ленину, затем посетил местный аграрный университет, где ответил на вопросы как руководства, так и студентов. Затем он встретился с руководством Сибирского федерального центра агробиотехнологий, после чего состоялась встреча с учеными и предпринимателями Новосибирской области.
26 февраля Грудинин посетил Краснодарский край. Во время своего визита он посетил научный институт садоводства и винограда и встретился с трудовым коллективом. Затем он провел встречу с избирателями в местном дворце культуры. Его сопровождали Юрий Афонин и Юрий Болдырев. На момент визита Грудинин имеет одну из самых высоких показателей поддержки в Краснодаре.
28 февраля Павел Грудинин встретился с учеными в Институте океанологии им. Ширшова в Москве.
1 марта во время теледебатов на Первом канале Павел Грудинин раскритиковал дебаты, назвав их «базаром», заявил, что не собирается в них участвовать, и покинул студию. Впоследствии он перестал участвовать в дебатах.
2 и 3 марта Павел Грудинин посетил Иркутскую область. 2 марта Грудинин провел встречу с избирателями в Ангарске. 3 марта Грудинин посетил Усольскую свиноферму, где пообщался с сотрудниками компании, а позже встретился с избирателями в Иркутске. Кроме того, Грудинин также провел встречу с губернатором Иркутской области коммунистом Сергеем Левченко.
6 марта Павел Грудинин провел встречу с избирателями в Павловском Посаде Московской области.
10 марта в Москве на площади Революции состоялся митинг Коммунистической партии, Левого фронта и Национально-патриотических сил России «За честные выборы!». Выступая на митинге, Грудинин сказал, что в декабре 2017 года, когда его выдвигали на пост президента, он верил, что выборы будут действительно честными, но во время кампании он перешёл к информационным атакам. Грудинин сказал, что это связано с тем, что правительство боялось его победы. Он призвал своих сторонников не верить федеральным СМИ, прийти на избирательные участки и проголосовать за него. Заканчивая свою речь, Грудинин произнес лозунг «Наше дело правое! Победа будет за нами!». Помимо Грудинина, на митинге также выступили лидер КПРФ Геннадий Зюганов, координатор Постоянного собрания национально-патриотических сил России Владимир Филин, лидер Левого фронта Сергей Удальцов, а также другие сторонники Павла Грудинина. Митинг длился час и закончился криками «Грудинин - наш президент!». Изначально планировалось что на митинг придут до 5000 человек, однако в итоге в митинге участвовали около 700.

Результаты Павла Грудинина по субъектам Федерации

## Программа
10 января 2018 года была официально опубликована программа Павла Грудинина, состоящая из 20 пунктов:
1. Изменение экономической стратегии. Приоритетом будет благосостояние народа, а не олигархов. Использование богатств России, ее природных, промышленных и финансовых ресурсов на благо народа.
2. Восстановление экономического суверенитета России. Выход из ВТО.
3. Кредитные ресурсы – восстановление экономики. Снижение банковских процентов.
4. Новая индустриализация, модернизация экономики и ее переход к инновациям.
5. Обеспечение продовольственной безопасности России, преодоление ситуации, когда большая часть продовольствия импортируется из-за рубежа. Возвращение ГОСТов и введение уголовной ответственности за фальсификацию продуктов питания.
6. Обеспечение возрождение «провинциальной» России. Выравнивание возможностей региональных бюджетов. Газификация страны.
7. Контроль цен на основные продукты питания и сырьевые товары, вплоть до цен на жилье.
8. Налоги – в интересах справедливости и развития. Введение прогрессивного налога. Отмена налога на добавленную стоимость, транспортного налога и системы Платон.
9. Гарантии восстановления на работе и 8-часовой рабочий день, обеспечивающие людям работу и достойную зарплату. Минимальная зарплата от 25 000 до 30 000 рублей.
10. Разрушение социальной сферы будет остановлено.Бесплатное и качественное среднее и высшее образование и здравоохранение.
11. Матери и дети получат всестороннюю поддержку. Приравнивание ежемесячных пособий на ребенка к прожиточному минимуму ребенка. Увеличение выплаты ежемесячных пособий на полтора-два года.
12. Гражданам достойная пенсия. Принятие закона о «детях войны». Сохранение нынешнего пенсионного возраста (60 лет для мужчин и 55 лет для женщин). Возвращение индексации пенсий работающим пенсионерам. Отмена понижающего коэффициента 0,54 для военных пенсионеров. Установление средней пенсии по старости – не менее 50% от средней заработной платы.
13. Мы защитим духовное здоровье нации. Поддержка музеев, театров, библиотек.
14. Мы гарантируем массовое строительство высококачественного и доступного жилья. Введение предоставления квартир или домов молодым семьям, ликвидация ветхого жилья. Снижение ставок по ипотечным кредитам до 3-4%. Многодетным и молодым семьям предоставляется беспроцентный кредит сроком до 30 лет.
15. Обуздать жадность ростовщиков. Введение уголовной ответственности за участие в кабальной сделке, запрет деятельности "корректоров" и присвоение долговых обязательств граждан.
16. Обеспечить охрану природы.
17. Oбеспечениe обороноспособности и безопасности страны.
18. Справедливый суд будет на стороне закона, гражданина и общества, а не олигархии. Подлинная независимость суда и следственных органов от исполнительной власти, выборность судей, распределение компетенции присяжных по делам об "экстремизме", основанным на 282-й статье, и по коррупционным преступлениям высших должностных лиц.
19. Система восстановления демократии и народного представительства. Президент будет подотчетен народу и парламенту. Процедура импичмента будет упрощена. Никто не будет иметь права быть президентом более двух сроков по 4 года в своей жизни. Будет создан Высший государственный совет, без одобрения которого не будет принято ни одного важного решения.
20. Повышение качества государственного управления. Укажите ответственность Президента за формирование Кабинета министров и ответственность правительства за его действия. Утверждение состава правительства произойдет в Государственной Думе. Все кандидаты на министерские посты будут публично оправданы Президентом.

## Противоречия

### Критика
Некоторые российские политики левого толка негативно восприняли выдвижение Грудинина кандидатом в президенты от Коммунистической партии. Основные причины критики заключаются в том, что Грудинин — бизнесмен, что он представитель «буржуазного класса», которому идеологически противостоит коммунизм, и что Павел Грудинин ранее был членом Единой России.
Грудинин столкнулся с резкой критикой со стороны российских государственных СМИ, поскольку его кампания оказалась более успешной, чем у других претендентов на пост действующего президента, о чем свидетельствует опрос электоральных предпочтений, проведённый Исследовательским центром ВЦИОМ за три недели до результатов выборов, где Грудинин прочно занял второе место после Путина. В первую очередь средства массовой информации сосредоточились на том, что его иностранные денежные активы не были раскрыты общественности, что, учитывая его уже сложившуюся репутацию богатого бизнесмена, намекало на мошеннический характер его коммунистических убеждений и идеологии. Некоторые сегменты прямо обвинили его во лжи и попытке скрыть свои активы от нации. Исследование, проведённое Коммунистической партией, показало, что 80% всех телевизионных репортажей о Грудинине были негативными.
Сергей Миронов, лидер социал-демократической партии Справедливая Россия (которая не выдвигала ни одного кандидата на выборах, но поддерживала Владимира Путина), также раскритиковал выдвижение Грудинина: «На мой взгляд, они допустили ошибку, политическую ошибку, и моя давняя идея о неизбежности в исторической перспективе, наиболее тесная ассоциация Коммунистической партии и Справедливой России с этим шагом, эта идея близка к её реализации, я думаю».

### Недвижимость в Испании
2 февраля в СМИ появилась информация о приобретении семьей Павла Грудинина дома в Испании. По сообщениям СМИ, недвижимость была приобретена осенью 2017 года, она расположена в городе Салоу, на побережье Средиземного моря, общая площадь недвижимости составляет более 200 квадратных метров, а стоимость составляет 781 614 евро.
Глава пресс-службы Коммунистической партии Александр Ющенко, комментируя эти сообщения, заявил, что ни Павел Грудинин, ни его супруга, ни его несовершеннолетние дети не владеют никаким домом в Испании. Однако позже Грудинин признал, что недвижимость в Испании принадлежит его детям. Комментируя это, он сказал: «У каждого кандидата в президенты есть дети, у каждого есть какая-то собственность. Ты думаешь, я буду отвечать за своих детей, что делать, за кого выходить замуж? Они взрослые люди, они занимаются бизнесом, у них хороший доход, но мне нечего делать».